# 夏目志郎
夏目志郎（1928年—），原名夏志強，中國上海出生，华裔日本人，亦是日本的銷售訓練家，著有多本有關說話技巧、公關及推銷的書籍。

## 著作
以下是他的部份著作，日文原著，有中文譯本出版。
- 《如何激發成功思想》
- 《如何扮好自己的角色》
- 《如何思考致富》
- 《積極人生XYZ》
- 《會話中的說服技巧》
- 《如何增強自信》
- 《冠軍推銷員》
- 《如何高人一等》
- 《成功一直線》